# Coulangeron
Coulangeron és un municipi francès, situat al departament del Yonne i a la regió de Borgonya - Franc Comtat. L'any 2007 tenia 197 habitants.

## Demografia

### Població
El 2007 la població de fet de Coulangeron era de 197 persones. Hi havia 75 famílies, de les quals 16 eren unipersonals (16 homes vivint sols), 20 parelles sense fills, 31 parelles amb fills i 8 famílies monoparentals amb fills.
La població ha evolucionat segons el següent gràfic:
Habitants censats

### Habitatges
El 2007 hi havia 115 habitatges, 74 eren l'habitatge principal de la família, 26 eren segones residències i 15 estaven desocupats. 112 eren cases i 3 eren apartaments. Dels 74 habitatges principals, 57 estaven ocupats pels seus propietaris, 15 estaven llogats i ocupats pels llogaters i 2 estaven cedits a títol gratuït; 7 tenien dues cambres, 4 en tenien tres, 22 en tenien quatre i 41 en tenien cinc o més. 57 habitatges disposaven pel capbaix d'una plaça de pàrquing. A 27 habitatges hi havia un automòbil i a 39 n'hi havia dos o més.

### Piràmide de població
La piràmide de població per edats i sexe el 2009 era:
| Homes | Edats   | Dones |
| ----- | ------- | ----- |
| 0     | 95 o +  | 0     |
| 0     | 90 a 94 | 0     |
| 4     | 85 a 89 | 8     |
| 0     | 80 a 84 | 0     |
| 4     | 75 a 79 | 4     |
| 0     | 70 a 74 | 0     |
| 4     | 65 a 69 | 8     |
| 0     | 60 a 64 | 0     |
| 0     | 55 a 59 | 0     |
| 4     | 50 a 54 | 0     |
| 4     | 45 a 49 | 4     |
| 4     | 40 a 44 | 8     |
| 12    | 35 a 39 | 4     |
| 0     | 30 a 34 | 0     |
| 16    | 25 a 29 | 8     |
| 0     | 20 a 24 | 8     |
| 4     | 15 a 19 | 4     |
| 4     | 10 a 14 | 8     |
| 0     | 5 a 9   | 4     |
| 8     | 0 a 4   | 4     |

## Economia
El 2007 la població en edat de treballar era de 133 persones, 99 eren actives i 34 eren inactives. De les 99 persones actives 92 estaven ocupades (52 homes i 40 dones) i 7 estaven aturades (3 homes i 4 dones). De les 34 persones inactives 12 estaven jubilades, 9 estaven estudiant i 13 estaven classificades com a «altres inactius».

### Ingressos
El 2009 a Coulangeron hi havia 75 unitats fiscals que integraven 202 persones, la mediana anual d'ingressos fiscals per persona era de 17.645 €.

### Activitats econòmiques
Els 2 establiments que hi havia el 2007 eren d'empreses immobiliàries.
L'únic servei als particulars que hi havia el 2009 era una agència immobiliària.
L'any 2000 a Coulangeron hi havia 6 explotacions agrícoles.

## Poblacions més properes
El següent diagrama mostra les poblacions més properes.